# Fa (empereur)

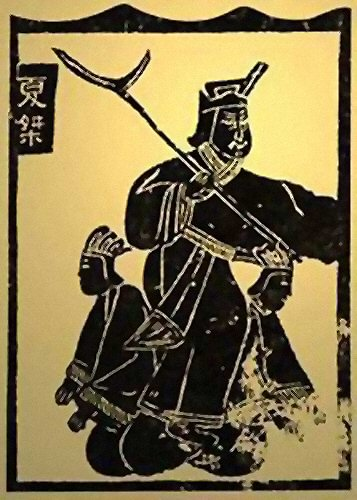

Fa (發) ou Di Fa (帝發), aussi appelé Hou Jing (后敬) et Fa Hui (發惠), fut le seizième roi de la dynastie Xia. Il régna de -1837 à -1818.